# Yoshihiro Uchimura
Yoshihiro Uchimura (内村 圭宏, Uchimura Yoshihiro) est un footballeur japonais né le 24 août 1984. Il évolue au poste d'attaquant au Consadole Sapporo.

## Biographie
Yoshihiro Uchimura commence sa carrière professionnelle à l'Oita Trinita, club de J-League 1. En 2007, il est prêté, puis transféré à l'Ehime FC, club de J-League 2.
En 2010, Yoshihiro Uchimura rejoint les rangs du Consadole Sapporo, toujours en J-League 2. Il obtient la montée en J-League 1 à l'issue de la saison 2011.